# Левиатан (Пол Остър)
Вижте пояснителната страница за други значения на Левиатан.
„Левиатан“ е роман на американския писател Пол Остър от 1992 година. Романът разказва за Америка през 1970-те и 1980-те години и е безмилостна критика към обществото от този период.
„Левиатан“ е седмият роман на Пол Остър и се счита за една от най-емблематичните му творби. Съчетава едновременно криминален елемент, любовни завръзки, политически забележки и общочовешки ценности.
Книгата е преведена на български език от Иглика Василева, издадена през 2016 г. от ИК „Колибри“. Художник на корицата е Стефан Касъров.

## Сюжет
Внимание:  Текстът по-долу разкрива сюжета на произведението (или части от него)!
Двама приятели-писатели – Бенджамин Сакс и Питър Арън, се заплитат освен чрез задълбочените си писателски интереси и приятелски разговори, чрез любовни връзки, търсене на смисъла, свободата, истинското съществуване. Бен умира от самоделно направена бомба, а Питър трябва да разплете възела и да спаси честта на приятеля си. Поредица от случайности превръщат единия в убиец и сериен бунтар, а другия в умело прикриващ го приятел.